# 前庭耳蝸神經
前庭耳蝸神經（英文：Vestibulocochlear nerve），是12對腦神經當中的第8對，是负责支配內耳的腦神經。前庭耳蜗神经可分细為掌管听觉的耳蜗神经、掌管平衡觉的前庭神经。

## 解剖学
前庭耳蜗神经在顳骨之內，自延髓延伸至內聽道，與顏面神經位於相同的位置。前庭耳蜗神经可分类两部分：
- 一方面由耳蝸神經（亦作听神经）所構成，连接耳蜗，負責傳遞聽覺的訊息。聽神經將內耳中的感覺細胞（毛細胞）的訊息傳遞到大腦。受損會導致耳聾及平衡失調。
- 另一方面則是前庭神经，连接前庭系统，负责傳遞平衡感的訊息。

## 功能
聽覺上的資訊如何被記錄在神經上的問題，學界有兩種說法，分別是部位論（place theory）以及速率論（rate theory）。

## 外部連結
- 解剖學(Anatomy)-腦神經(cranial nerve)-CN VIII(前庭耳蝸神經) （页面存档备份，存于）
- Illustration （页面存档备份，存于）